# Вале-Перейру
Вале-Перейру (порт. Vale Pereiro; МФА: [ˈva.ɫɨ pɨ.ˈɾɐj.ɾu]) — парафія в Португалії, у муніципалітеті Алфандега-да-Фе. Розташована в північно-східній частині країни, на теренах історичної португальської провінції Трансмонтана. Входить до складу округу Браганса. За адміністративним поділом, чинним до 1976 року, терени парафії були складовою провінції Трансмонтана і Верхнє Дору. Належить до Брагансько-Мірандської діоцезії Католицької церкви. Патрон — святий Аполінарій. Площа — 9,0017 км². Населення — 64 ос. (2011). Слабо урбанізований регіон. Густота населення — 7,11 осіб/км²
. Код — 040115.

## Населення
| Кількість мешканців | Кількість мешканців | Кількість мешканців | Кількість мешканців | Кількість мешканців | Кількість мешканців | Кількість мешканців | Кількість мешканців | Кількість мешканців | Кількість мешканців | Кількість мешканців | Кількість мешканців | Кількість мешканців | Кількість мешканців | Кількість мешканців |
| ------------------- | ------------------- | ------------------- | ------------------- | ------------------- | ------------------- | ------------------- | ------------------- | ------------------- | ------------------- | ------------------- | ------------------- | ------------------- | ------------------- | ------------------- |
| 1864                | 1878                | 1890                | 1900                | 1911                | 1920                | 1930                | 1940                | 1950                | 1960                | 1970                | 1981                | 1991                | 2001                | 2011                |
| 312                 | 370                 | 275                 | 337                 | 306                 | 244                 | 357                 | 313                 | 295                 | 283                 | 193                 | 198                 | 125                 | 92                  | 64                  |